# Open Sud de France 2010 - Qualificazioni singolare
Le qualificazioni del singolare dell'Open Sud de France 2010 sono state un torneo di tennis preliminare per accedere alla fase finale della manifestazione. I vincitori dell'ultimo turno sono entrati di diritto nel tabellone principale. In caso di ritiro di uno o più giocatori aventi diritto a questi sono subentrati i lucky loser, ossia i giocatori che hanno perso nell'ultimo turno ma che avevano una classifica più alta rispetto agli altri partecipanti che avevano comunque perso nel turno finale.
Le qualificazioni del Open Sud de France 2010 prevedevano 32 partecipanti di cui 4 sono entrati nel tabellone principale.

## Teste di serie
1. Miša Zverev (Qualificato)
2. Dustin Brown (secondo turno)
3. Adrian Mannarino (Qualificato)
4. Steve Darcis (Qualificato)

1. Marc Gicquel (ultimo turno)
2. Peter Luczak (ultimo turno)
3. Josselin Ouanna (primo turno)
4. Thomas Schoorel (ultimo turno)

## Qualificati
1. Miša Zverev
2. Romain Jouan

1. Adrian Mannarino
2. Steve Darcis

## Tabellone

### Legenda
| - Q = Qualificato - WC = Wild card - LL = Lucky loser | - ALT = Alternate - SE = Special Exempt - PR = Protected Ranking | - w/o = Walkover - r = Ritirato - d = Squalificato |

### Sezione 1
|  | Primo turno       | Primo turno       | Primo turno      | Primo turno | Primo turno |  |  | Secondo turno | Secondo turno   | Secondo turno | Secondo turno | Secondo turno |   |   | Ultimo turno | Ultimo turno | Ultimo turno | Ultimo turno | Ultimo turno |  |
|  |                   |                   |                  |             |             |  |  |               |                 |               |               |               |   |   |              |              |              |              |              |  |
|  | 1                 | Miša Zverev       | Miša Zverev      | 6           | 7           |  |  |               |                 |               |               |               |   |   |              |              |              |              |              |  |
|  |                   | Florian Reynet    | Florian Reynet   | 4           | 5           |  |  | 1             | Miša Zverev     | 6             | 4             | 7             |   |   |              |              |              |              |              |  |
|  | Augustin Gensse   | Augustin Gensse   | Augustin Gensse  | 7           | 6           |  |  |               | Augustin Gensse | 4             | 6             | 64            |   |   |              |              |              |              |              |  |
|  | Márton Fucsovics  | Márton Fucsovics  | Márton Fucsovics | 63          | 3           |  |  |               |                 |               |               |               |   |   | 1            | Miša Zverev  | Miša Zverev  | 6            | 6            |  |
|  | João Sousa        | João Sousa        | 6                | 6           | 6           |  |  |               |                 | 6             | Peter Luczak  | Peter Luczak  | 1 | 1 |              |              |              |              |              |  |
|  | Laurynas Grigelis | Laurynas Grigelis | 4                | 7           | 4           |  |  |               | João Sousa      | João Sousa    | 1             | 3             |   |   |              |              |              |              |              |  |
|  | 6                 | Peter Luczak      | Peter Luczak     | 7           | 6           |  |  | 6             | Peter Luczak    | Peter Luczak  | 6             | 6             |   |   |              |              |              |              |              |  |
|  |                   | Dorian Descloix   | Dorian Descloix  | 6           | 3           |  |  |               |                 |               |               |               |   |   |              |              |              |              |              |  |

### Sezione 2
|  | Primo turno    | Primo turno     | Primo turno   | Primo turno | Primo turno |  |  | Secondo turno | Secondo turno  | Secondo turno  | Secondo turno | Secondo turno |   |   | Ultimo turno   | Ultimo turno   | Ultimo turno | Ultimo turno | Ultimo turno |  |
|  |                |                 |               |             |             |  |  |               |                |                |               |               |   |   |                |                |              |              |              |  |
|  | 2              | Dustin Brown    | Dustin Brown  | 6           | 6           |  |  |               |                |                |               |               |   |   |                |                |              |              |              |  |
|  |                | David Marrero   | David Marrero | 2           | 4           |  |  | 2             | Dustin Brown   | Dustin Brown   | 5             | 3             |   |   |                |                |              |              |              |  |
|  | Vincent Millot | Vincent Millot  | 3             | 6           | 6           |  |  |               | Vincent Millot | Vincent Millot | 7             | 6             |   |   |                |                |              |              |              |  |
|  | Sami Reinwein  | Sami Reinwein   | 6             | 3           | 2           |  |  |               |                |                |               |               |   |   | Vincent Millot | Vincent Millot | 7            | 2            | 4            |  |
|  | Andrea Agazzi  | Andrea Agazzi   | 3             | 6           | 6           |  |  |               |                | Romain Jouan   | Romain Jouan  | 64            | 6 | 6 |                |                |              |              |              |  |
|  | Dmitrij Sitak  | Dmitrij Sitak   | 6             | 4           | 3           |  |  | Andrea Agazzi | Andrea Agazzi  | Andrea Agazzi  | 3             | 4             |   |   |                |                |              |              |              |  |
|  |                | Romain Jouan    | 7             | 3           | 6           |  |  | Romain Jouan  | Romain Jouan   | Romain Jouan   | 6             | 6             |   |   |                |                |              |              |              |  |
|  | 7              | Josselin Ouanna | 5             | 6           | 4           |  |  |               |                |                |               |               |   |   |                |                |              |              |              |  |

### Sezione 3
|  | Primo turno       | Primo turno              | Primo turno         | Primo turno | Primo turno |  |  | Secondo turno | Secondo turno     | Secondo turno    | Secondo turno   | Secondo turno   |   |   | Ultimo turno | Ultimo turno     | Ultimo turno     | Ultimo turno | Ultimo turno |  |
|  |                   |                          |                     |             |             |  |  |               |                   |                  |                 |                 |   |   |              |                  |                  |              |              |  |
|  | 3                 | Adrian Mannarino         | Adrian Mannarino    | 6           | 6           |  |  |               |                   |                  |                 |                 |   |   |              |                  |                  |              |              |  |
|  |                   | Frederic Jeanclaude      | Frederic Jeanclaude | 3           | 2           |  |  | 3             | Adrian Mannarino  | Adrian Mannarino | 6               | 6               |   |   |              |                  |                  |              |              |  |
|  | Simon Stadler     | Simon Stadler            | Simon Stadler       | 6           | 6           |  |  |               | Simon Stadler     | Simon Stadler    | 0               | 3               |   |   |              |                  |                  |              |              |  |
|  | Danilo Petrović   | Danilo Petrović          | Danilo Petrović     | 0           | 2           |  |  |               |                   |                  |                 |                 |   |   | 3            | Adrian Mannarino | Adrian Mannarino | 6            | 6            |  |
|  | Mathieu Rodrigues | Mathieu Rodrigues        | Mathieu Rodrigues   | 6           | 7           |  |  |               |                   | 8                | Thomas Schoorel | Thomas Schoorel | 2 | 2 |              |                  |                  |              |              |  |
|  | Benjamin Balleret | Benjamin Balleret        | Benjamin Balleret   | 2           | 68          |  |  |               | Mathieu Rodrigues | 7                | 5               | 64              |   |   |              |                  |                  |              |              |  |
|  | 8                 | Thomas Schoorel          | 7                   | 6(1)        | 6           |  |  | 8             | Thomas Schoorel   | 62               | 7               | 7               |   |   |              |                  |                  |              |              |  |
|  |                   | Adrián Menéndez Maceiras | 63                  | 7           | 3           |  |  |               |                   |                  |                 |                 |   |   |              |                  |                  |              |              |  |

### Sezione 4
|  | Primo turno       | Primo turno       | Primo turno       | Primo turno | Primo turno |  |  | Secondo turno | Secondo turno     | Secondo turno     | Secondo turno | Secondo turno |    |   | Ultimo turno | Ultimo turno | Ultimo turno | Ultimo turno | Ultimo turno |  |
|  |                   |                   |                   |             |             |  |  |               |                   |                   |               |               |    |   |              |              |              |              |              |  |
|  | 4                 | Steve Darcis      | Steve Darcis      | 6           | 6           |  |  |               |                   |                   |               |               |    |   |              |              |              |              |              |  |
|  |                   | Julien Maes       | Julien Maes       | 3           | 0           |  |  | 4             | Steve Darcis      | Steve Darcis      | 7             | 6             |    |   |              |              |              |              |              |  |
|  | Laurent Recouderc | Laurent Recouderc | Laurent Recouderc | 6           | 6           |  |  |               | Laurent Recouderc | Laurent Recouderc | 62            | 3             |    |   |              |              |              |              |              |  |
|  | Olivier Charroin  | Olivier Charroin  | Olivier Charroin  | 1           | 3           |  |  |               |                   |                   |               |               |    |   | 4            | Steve Darcis | Steve Darcis | 7            | 6            |  |
|  | David Goffin      | David Goffin      | David Goffin      | 6           | 6           |  |  |               |                   | 5                 | Marc Gicquel  | Marc Gicquel  | 63 | 4 |              |              |              |              |              |  |
|  | Frank Dancevic    | Frank Dancevic    | Frank Dancevic    | 2           | 3           |  |  |               | David Goffin      | David Goffin      | 3             | 4             |    |   |              |              |              |              |              |  |
|  | 5                 | Marc Gicquel      | Marc Gicquel      | 6           | 6           |  |  | 5             | Marc Gicquel      | Marc Gicquel      | 6             | 6             |    |   |              |              |              |              |              |  |
|  |                   | Fabrice Martin    | Fabrice Martin    | 2           | 3           |  |  |               |                   |                   |               |               |    |   |              |              |              |              |              |  |